# Nayarit
Nayarit, oficialmente Estado Libre y Soberano de Nayarit, es uno de los treinta y un estados que, junto con la Ciudad de México, conforman México. Su capital y ciudad más poblada es Tepic. Está dividido en veinte municipios. 
Está ubicado en el oeste del país, limitando al norte con Sinaloa y Durango, al este con Zacatecas, al este y sur con Jalisco y al oeste con el océano Pacífico, donde posee también las islas Marías, la isla Isabel, las Tres Marietas y el Farallón La Peña. Con 1 181 050 habs. en 2015 es el cuarto estado menos poblado —por delante de Campeche, Baja California Sur y Colima—, con 27 815 km², el noveno menos extenso —por delante de Tabasco, Estado de México, Hidalgo, Querétaro, Colima, Aguascalientes, Morelos y Tlaxcala— y con 39,01 hab/km², el noveno menos densamente poblado, por delante de Quintana Roo, Coahuila, Zacatecas, Sonora, Campeche, Chihuahua, Durango y Baja California Sur. 
Fue fundado el 26 de enero de 1917 después de que se elevara de estatus el Territorio de Tepic, que a su vez había sido fundado el 12 de diciembre de 1884 luego de que se erigiera con territorio de Jalisco.
Además de su capital, otras localidades importantes son Nuevo Vallarta, Valle de Banderas (ambas en el municipio de Bahía de Banderas), Ixtlán del Río, San Blas, Santiago Ixcuintla, Acaponeta, Compostela, Jala, Santa María del Oro, Rosamorada, Xalisco, San Pedro Lagunillas, Tecuala y Huajicori.

## Toponimia
La palabra Nayarit proviene del cora, que es el etnónimo con el que se nombran al pueblo cora Naáyarite (singular: Naáyari). Nayarit significa: "Hijo de Dios que está en el cielo y en el Sol".

## Historia
Nayarit fue uno de los últimos territorios admitidos como Estado de la federación mexicana, lo cual ocurrió el 1 de enero de 1917.
Por Decreto, el 13 de marzo de 1837 surge el Departamento de Tepic, de conformidad con el artículo 8 de las Bases y Leyes Constitucionales de la República Mexicana de 23 de octubre de 1835; el cual contaba con una superficie de 1868 leguas cuadradas y su población era de 62 620 habitantes. Se dividía en 2 Ayuntamientos: Tepic y Ahuacatlán.
En 1838 el Departamento de Tepic contaba con una población de 67 180 habitantes. Anteriormente se le conocía como el 7.º Cantón de Jalisco, nombre que retomó el 18 de septiembre de 1846 una vez que el estado de Jalisco se integró al Pacto Federal, constituyéndose en 5 Departamentos: Acaponeta, Ahuacatlán, Sentispac (hoy en día Santiago Ixcuintla), Compostela y Tepic. 
En el año de 1858 el 7.º Cantón de Jalisco registró una población de 74 538 habitantes. Miguel Miramón decretó la creación del Territorio de Tepic el 24 de diciembre de 1859. Poco después el departamento de Nayarit contaba con 97 000 habitantes y se dividió en 6 distritos: Tepic, Ahuacatlán, Compostela, Acaponeta, Santiago y San Luis. Restaurado el Federalismo, pasó a ser el distrito Militar de Tepic, el cual se erigió por Decreto del 7 de agosto de 1867 emitido por el presidente Benito Juárez García; se constituía en 11 ayuntamientos: Ahuacatlán, Jala, Villa de Ixtlán, Compostela, San Pedro Lagunillas, Santiago Ixcuintla, Acaponeta, Tepic, Tuxpan, San Blas y Xalisco. 
En el año de 1877 el distrito Militar de Tepic tenía una población de 95 000 habitantes, registrándose así un decremento poblacional ocasionado sin lugar a dudas por los constantes disturbios de la época. Posteriormente, el 18 de diciembre de 1884, se elevó al rango de territorio federal de Tepic con el nombre de Tepic. Dicho territorio fue administrado por el gobierno federal hasta 1917, fecha en la que el territorio, se constituyó como estado soberano. Tepic es la ciudad más grande y la capital del estado, la cual está conurbada con el Municipio de Xalisco. Le siguen en importancia el área conurbada de Bahía de Banderas, Santiago Ixcuintla, Tuxpan, Ixtlán del Río, Acaponeta, Compostela, Tecuala, Estación Ruiz, Villa Hidalgo.

## Geografía

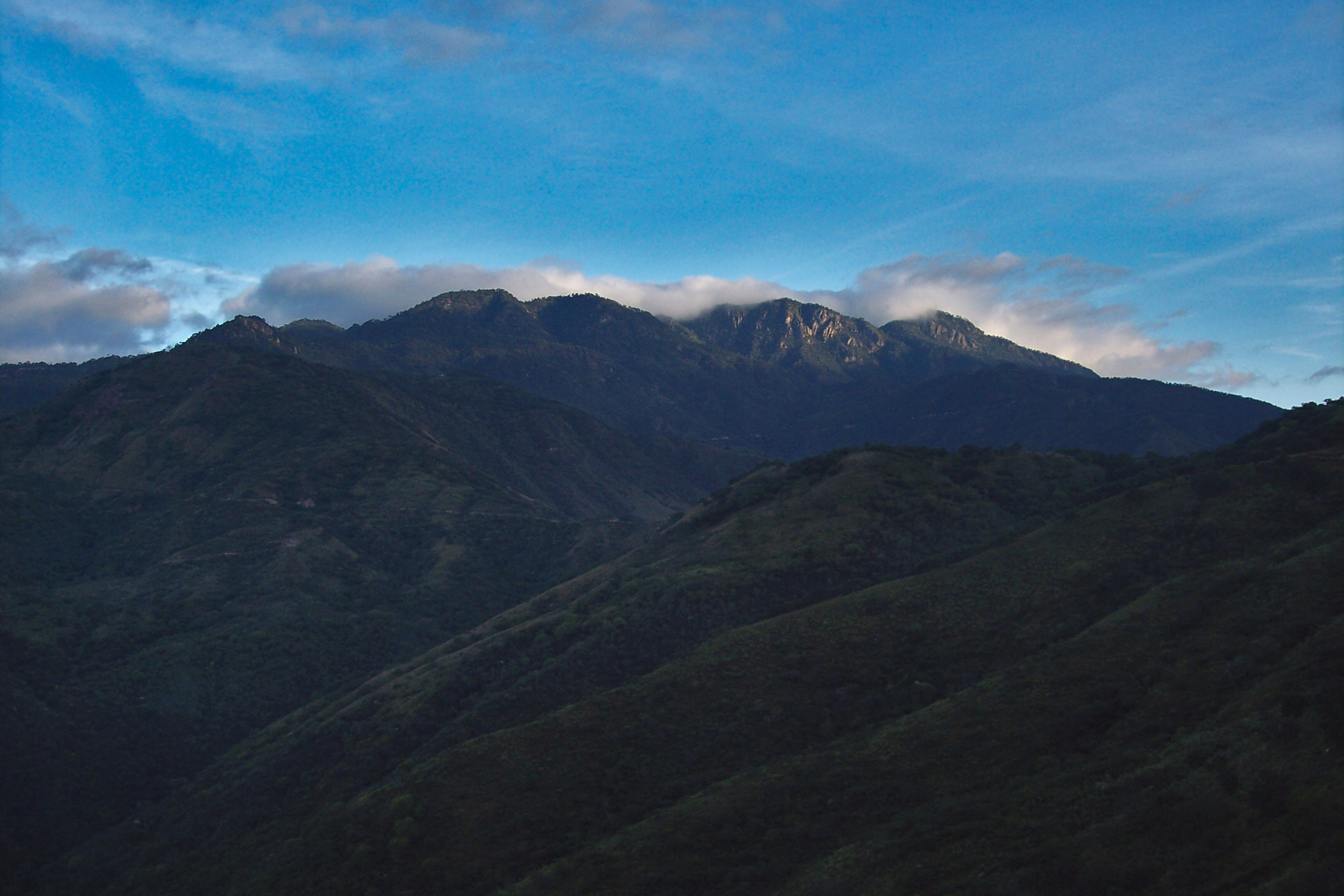
Cerro El Vigía, punto más alto en Nayarit con aproximadamente 2,760 metros sobre el nivel del mar.

Se ubica en el noroeste del territorio de México. Colinda con los estados de Sinaloa, Durango y Zacatecas hacia el norte, y con el estado de Jalisco hacia el este y sur. Hacia el poniente tiene una importante franja costera en el Océano Pacífico, donde posee también las islas Marías, la isla Isabel, las Tres Marietas y el Farallón La Peña.
Se divide en 20 municipios. Su capital es Tepic. Otras localidades importantes son Nuevo Vallarta, Valle de Banderas (ambas en el municipio de Bahía de Banderas), Santiago Ixcuintla, Acaponeta, Compostela, Santa María del Oro, Rosamorada, Xalisco, San Pedro Lagunillas y Huajicori.

### División política
El estado se divide en 20 municipios:
- Acaponeta
- Ahuacatlán
- Amatlán de Cañas
- Bahía de Banderas
- Compostela
- El Nayar
- Huajicori
- Ixtlán del Río
- Jala
- La Yesca
- Rosamorada
- Ruiz
- San Blas
- San Pedro Lagunillas
- Santa María del Oro
- Santiago Ixcuintla
- Tecuala
- Tepic (Capital del estado)
- Tuxpan
- Xalisco

### Flora y fauna
| Flora y fauna de Nayarit |                      |                      |                          |                   |
|                          |                      |                      |                          |                   |
| Dasypus novemcinctus     | Puma concolor        | Micrurus             | Centruroides suffusus    | Aquila chrysaetos |
|                          |                      |                      |                          | ]                 |
| Zenaida macroura         | Crotalus durissus    | Odocoileus hemionus  | Canis latrans            | Falco peregrinus  |
|                          |                      |                      |                          |                   |
| Agave tequilana          | Opuntia ficus-indica | Kroenleinia grusonii | Cylindropuntia imbricata | Pinus ponderosa   |

La temperatura media anual del estado es de 24 °C, las temperaturas mínimas promedio son alrededor de 12 a 14 °C en el mes de enero y las máximas promedio puede ser ligeramente mayores a 28 °C durante los meses de mayo y junio.
Las lluvias se presentan en el verano durante los meses de mayo a septiembre, la precipitación media del estado es de anuales.
El clima cálido, semicálido y templado es algo favorable para el cultivo de: maíz, frijol, sorgo, tabaco, arroz, sandía, cacahuate, jitomate, chile seco, caña de azúcar, café, mango, plátano, aguacate, nopal, limón, pepino, cebolla, jícama, nanchi, chile serrano.

## Hidrografía
Las corrientes hidrológicas de Nayarit desembocan en el Océano Pacífico. Estas son: Río Ameca, río Grande de Santiago, río San Pedro Mezquital, río Acaponeta, río Cañas y otros de menor importancia como el río Bolaños, el río Huaynamota y el río Chapalagana; y además el estero de Teacapán y el estero de Cuautla.

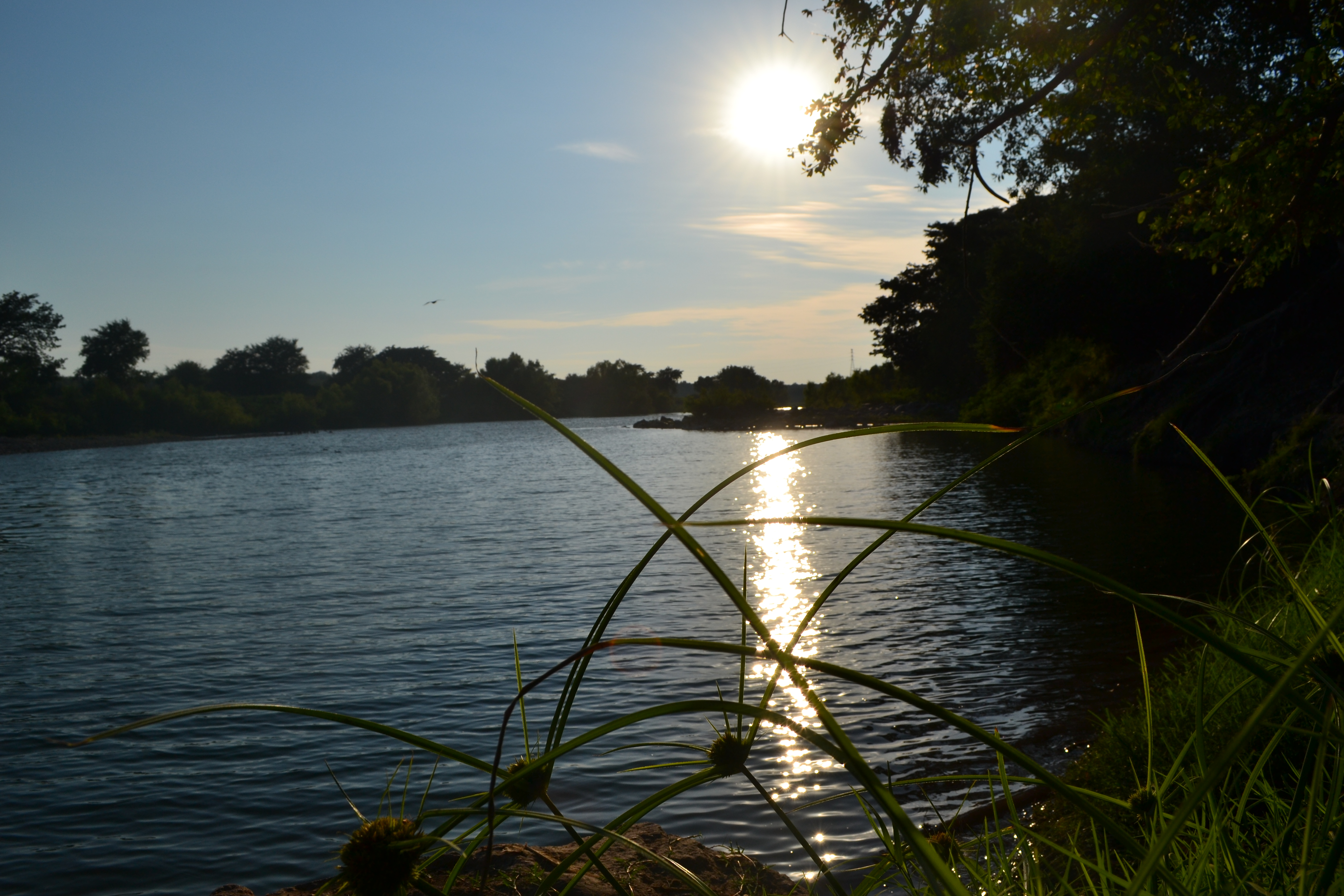
Río de Acaponeta

Existen también las aguas estuarinas de laguna de Agua Brava, laguna de Mexcaltitán y laguna de El Pescadero y en la parte sur se encuentran la laguna de Santa María del Oro, la laguna de Tepetiltic y la laguna de San Pedro.

### Climatología
El clima predominante en la entidad es cálido, concentrándose principalmente a lo largo de una franja que va de norte a sur, situada precisamente en la zona de transición entre la Llanura Costera del Pacífico y la Sierra Madre Occidental.
En menor grado se distribuyen climas de tipo templado principalmente en las sierras.
Los climas muy cálidos se restringen a las áreas de la costa y en las zonas bajas de los valles del río Huaynamota y río San Pedro Mezquital.

### Vegetación
La vegetación se ve distribuida en un mosaico irregular, cuya formación depende de los factores imperantes del clima y del suelo que se encuentra en la región.
En Nayarit, existen los siguientes tipos de vegetación:
- Bosque de coníferas
- Bosque de pino
- Bosque templado
- Bosque de pino-encino
- Bosque de encino
- Bosque cálido

### Geología
Nayarit está comprendido, desde el punto de vista geológico, dentro de cuatro provincias, que son:
- Sierra Madre Occidental
- Llanura Costera del Pacífico
- Eje Neovolcánico Transversal
- Sierra Madre del Sur

## Demografía

### Población
Según los datos que arrojó el II Censo de Población y Vivienda realizado por el Instituto Nacional de Estadística y Geografía (INEGI) con fecha censal del 12 de junio de 2015, el estado de Nayarit contaba hasta ese año con un total de 1 284 979 habitantes; de dicha cantidad, 581 007 (49.9 %) eran hombres y 583 972 (50.1 %) eran mujeres. La tasa de crecimiento anual para la entidad durante el período 2005-2010 fue del 2,7 %.
Se ha iniciado una desaceleración del crecimiento demográfico en gran medida por la emigración hacia el norteño estado de Baja California y al vecino Jalisco y, en gran medida hacia EE. UU.
Desde 2003 un gran sector de la población dedicada a las actividades primarias ve con buenos ojos la emigración a Canadá, país al que recientemente se han trasladado una importante cantidad de trabajadores agrícolas debido a un convenio establecido entre ese país y México, hace ya algunos años.

### Religión
De acuerdo a los resultados que presentó el II Conteo de Población y Vivienda en el 2005, en Nayarit el 93.3 % de la población mayor de 5 años profesa la religión católica; el 2.0 % la religión evangélica; el 0.1 % la religión judaica; el 1.5 % otro tipo de religión y el 3.1 % declaró no profesar ninguna religión o ninguna específica.
En 2020, 83.3 % de la población profesa la religión católica, 8.0 % protestante, cristiano evangélico y 7.5% de las personas no tienen religión. 

## Etnografía
En Nayarit, registró el censo de 2000 una población de 37 206 personas que hablaban alguna lengua indígena, dispersándose como lo detalla la tabla:
Cabe destacar que, la etnia huichol ha ido desplazando a la cora, que era la que más peso demográfico tenía en Nayarit, hasta antes de 1995.
Los principales grupos étnicos que registró el censo de 2000 en el estado son los huicholes (16 932 personas), los coras (15 389) y los tepehuanos (1422); el náhuatl (1422) ha iniciado un aumento propiciado por la inmigración proveniente del estado de Guerrero y otras entidades del centro del país. Sin embargo, existe un asentamiento ancestral en el municipio de Acaponeta que comúnmente se le denomina mexicaneros.

## Economía
Más del 60 % del PIB estatal está conformado por el sector servicios. En primer lugar están los servicios comunales, sociales o personales; le siguen el comercio, hoteles y restaurantes, así como servicios financieros, de alquiler y seguros.

### Ganadería
Es gran productor de derivados del ganado bovino, porcino, ovino, caprino, y de aves de corral; se consume cotidianamente el conejo, la codorniz, el pato, el pollo y el guajolote, así como el avestruz.

### Pesca
Nayarit es el primer estado en donde se produce el camarón, y se pesca principalmente en los municipios de Santiago Ixcuintla, San Blas y Bahía de Banderas (en el Poblado de La Cruz de Huanacaxtle), Tecuala. También se pescan huachinango, salmón, róbalo y lisa.

### Minería
La minería fue una actividad importante a finales del siglo XIX y principios del siglo XX, destacándose en esta actividad los municipios de La Yesca y Amatlán de Cañas, aunque también se pueden encontrar vestigios mineros en otros municipios tal es el caso de "El Real Mineral del Zopilote" en el municipio de Ruiz. Recientemente se ha retomado la explotación de los yacimientos localizados en el municipio de La Yesca.

### Industria
Las industrias que más sobresalen en Nayarit son la del azúcar que se produce en El Molino de Menchaca y El Ingenio de Puga, industria tabaquera que se produce en British American Tobacco México S.A. de C.V., Tabacos Desvenados, S.A. de C.V., Tabacos del Pacífico Norte, S.A. de C.V., y la industria del turismo.

### Manufactura y comercio
En la ciudad de Tepic se encuentra el Molino de Menchaca y en la localidad de Francisco I. Madero se localiza el Ingenio de Puga, siendo grandes fuentes de empleo para familias campesinas de todo el estado. El Ingenio de Puga es el molino con mayor capacidad de molienda de caña de azúcar del país, con más de 1,5 millones de toneladas anuales.[cita requerida]
En materia de energía eléctrica destaca la presa de Aguamilpa en el municipio de Tepic donde se práctica la pesca deportiva de lobina existen hoteles como Coras Lodge que ofrecen servicio de pesca y renta de lanchas. Además se realizan torneos de pesca deportiva de lobina, y la presa del Cajón en Santa María del Oro. Además de la presa La Yesca en el municipio de La Yesca inaugurada el día 6 de noviembre de 2012.

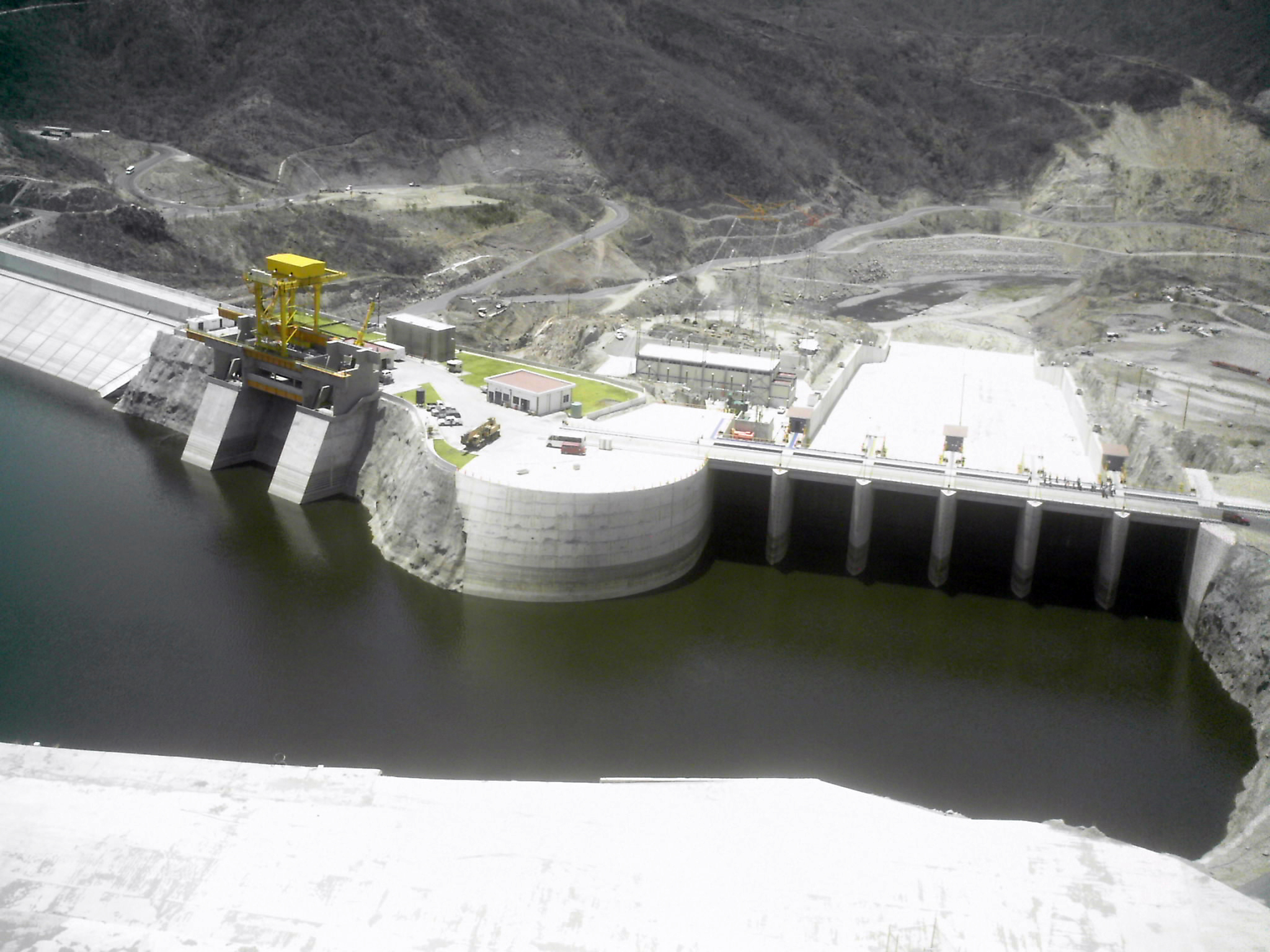
Panorámica de la presa El Cajón, en el estado de Nayarit, México

En Tepic se encuentra la Embotelladora del Nayar S.A. de C.V. (Coca Cola), propiedad de la empresa nayarita Alica. También tienen presencia la empresa Salsa "Huichol", Aga, Embotelladora del Pacífico (Pepsi), Cervecería Corona Pacífico, Grupo Bimbo, entre muchas otras sucursales de empresas localizadas en la Ciudad Industrial, colonia de la Ciudad de Tepic. 
Además, se encuentran pequeñas industrias de origen nayarita impulsadas por el gobierno del Estado que fabrican productos manufacturados (alimentos, artesanías, utensilios, etc.) que se comercializan dentro del estado y a nivel nacional.

### Turismo

#### Pueblos mágicos
El estado cuenta con nueve localidades denominadas por la Secretaría de Turismo de México como Pueblos Mágicos: Ahuacatlán, Amatlán de Cañas, Compostela, Ixtlán del Río, Jala, Mexcaltitán, Puerto Balleto, San Blas y Sayulita.

#### Playas tropicales y bosques
Lo primordial en el turismo del estado de Nayarit es su costa, que se le ha denominado para aumentar la promoción turística a nivel nacional e internacional como la Riviera Nayarit, que es la costa de Nayarit desde el municipio de San Blas (Compostela y Bahía de Banderas) hasta llegar a Puerto Vallarta, Jalisco, pero no son menos las playas ubicadas en Santiago Ixcuintla y Tecuala.
La otra parte que destaca del turismo en Nayarit son sus bosques la parte más visitada es "La Noria" que son cabañas de descanso. Este lugar está situado a las afueras de su capital, Tepic. Otros bosques que destacan entre estos son los bosques que se expanden desde Acaponeta hasta Amatlán de Cañas.

#### Balnearios
Existen varios, entre ellos: Mexcaltitán, Santa María del Oro, Tepetiltic, El Pescadero, Francisco Villa y San Pedro Lagunillas.

#### Balnearios fluviales
Uno de los balnearios fluviales más conocidos de Nayarit es "El Manto", ubicado en la localidad de "El Rosario", municipio de Amatlán de Cañas; El Manto es un cañón natural por el cual corre el arroyo que emana de una manantial, que se ha ido adaptando como centro recreativo.
El estado cuenta con lugares como El Cora, municipio de San Blas; en ese lugar hay unas cascadas llamadas como el pueblo, cascadas El Cora.
Es un majestuoso lugar con cuerpos de agua y vegetación exuberante, entre el bosque y la selva con un clima tropical, es un destino lleno de vida perfecto para relajarse y conectarse con la naturaleza.
Un importante destino a donde alba te va a llevar turístico durante el temporal de lluvias es el El Venado en el municipio de Ruiz, ya que dicha población es punto de partida para tres importantes balnearios naturales, "El Salto", "El Malpaso" y "El Tenamache" y otro menos conocido "El Pozolillo", ellos toman su nombre de los arroyos que captan el agua pluvial de la región y la incorporan al río "San Pedro", estos destinos ofrecen un contacto amable y directo con la naturaleza la cual presenta allí en la zona rasgos selváticos con el característico clima cálido y húmedo.
Se puede acceder a ellos por la ciudad de Estación Ruiz la cual es cabecera municipal del municipio de Ruiz, los balnearios son visitados por turistas que se desplazan desde el centro y norte de la entidad e inclusive se ha observado que también los prefieren turistas de la zona sur del estado vecino de Sinaloa.
Otro destino el cual ofrece uno de los paisajes más bellos del estado es "La Tovara" manantial próximo a la bahía de Matanchén en el municipio de San Blas, en este lugar se puede disfrutar de un nacimiento cristalino de agua dulce la cual conforme escurre a los esteros de la zona se mezcla con el agua salobre.
Cañada del Tabaco. En Bahía de Banderas, en la comunidad de San Juan de Abajo, se encuentra el río Huicicila que se forma el lo alto de la sierra de Vallejo y desemboca en el río Ameca. Forma un escenario espectacular de vegetación y algunas cascadas pequeñas.

#### Balnearios termales
En el municipio de Acaponeta se encuentra el manantial de aguas sulfurosas llamado San Dieguito, con temperaturas de 38 °C. El Manto, así como también las Aguas Termales, estas últimas ubicadas a un costado del río Chiquito, ambos balnearios se encuentran situados en el Municipio de Amatlan de Cañas. En la comunidad de Amado Nervo (El Conde), se encuentra un balneario con aguas cálidas llamado "El Agua Caliente", un excelente lugar para visitar en invierno con la familia, también en las afueras de Tepic rumbo a Francisco I. Madero (Puga) existe un balneario también llamado "El agua caliente", en el cual se encuentra una gran alberca de agua caliente y 8 cálidas fosas de agua caliente.

#### Zonas arqueológicas

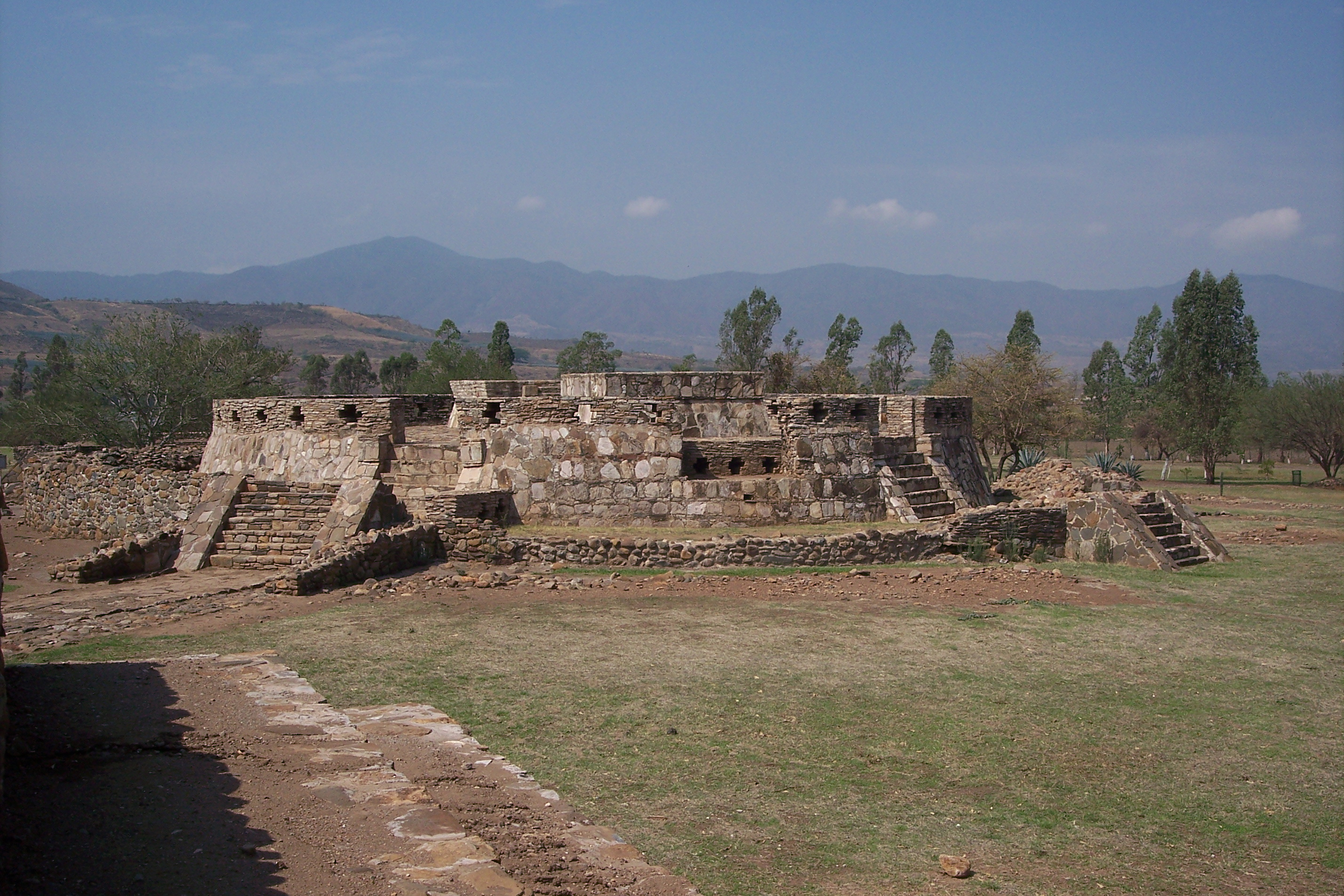
Zona arqueológica de Los Toriles.

Existe una zona arqueológica dentro del municipio de Ixtlán del Río. La zona arqueológica se llama "los Toriles" y se encuentran varias construcciones prehispánicas ceremoniales de la antigua tribu que habitaba la región y una de las principales construcciones es la pirámide circular, que está dedicada al Sol y la Luna. El asentamiento arqueológico se encuentra aproximadamente a 80 kilómetros de la ciudad de Tepic.
Existen además diseminadas por todo el estado ricas zonas arqueológicas las cuales han sido poco estudiadas, entre ellas la zona arqueológica de "Coamiles" en las proximidades de la localidad del mismo nombre la cual se sitúa en el municipio de Tuxpan; en esta zona es posible apreciar inscripciones en roca datadas de la era paleolítica.
Así mismo, se puede nombrar a las inscripciones del mismo tipo localizadas en una pequeña localidad del municipio de Compostela denominada "Puerta de la Lima", en el arroyo próximo a esta población se localizan rocas con inscripciones que desafortunadamente están perdiéndose debido al poco cuidado que reciben.

### Centros culturales
Catedrales originarias de los siglos XVIII y XIX como lo es la catedral de Tepic, edificaciones coloniales, museos de arte, cultura, historia entre otras cosas de atractivo cultural en el Estado de Nayarit y otras más atractivos de cultura.

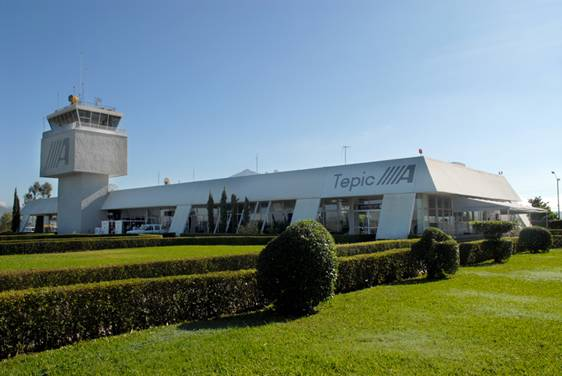
Aeropuerto Internacional Amado Nervo, en Tepic.

#### Comunicaciones y transportes
Cuenta con servicios de correos, telégrafos, teléfonos, radiodifusoras, periódicos, Internet y varios canales de televisión digital locales y repetidoras; TV por cable y satélite, telefonía celular, comunicación privada, onda corta y banda civil permisionada.

### Transporte
Las carreteras en el Estado de Nayarit son:
- Carretera Federal 15
- Carretera Federal 23
- Carretera Federal 200
- Carretera Federal 76
- Carretera Federal 54
- Carretera Federal 68
- Carretera Federal 72
- Carretera Federal 76
- Carretera Federal 78
- Carreteras Estatales señaladas con NAY y número de la carretera.

Actualmente se construyen las carreteras Tepic-Aguascalientes, Ruiz-Zacatecas, Tepic-Compostela.
El Estado cuenta con Centrales de Autobuses en los principales poblados del Estado como las cabeceras municipales, la Capital y otras localidades en las cuales se sitúan compañías de autobuses con destinos a nivel estatal y nacional.
Cada municipio cuenta con su propio servicio de transporte público y de taxis como ACASPEN, TUNAY, TRANSPORNAY entre otras.
En Nayarit hay estaciones del ferrocarril operadas por Ferromex.
En transporte marítimo cuenta con el Puerto de San Blas que es el principal puerto en el Estado de Nayarit ente otros.
En materia aérea cuenta con un aeropuerto que es el Aeropuerto Internacional Amado Nervo ubicado en la ciudad de Tepic que próximamente será internacional, actualmente se hacen vuelos a toda la República Mexicana y a unas ciudades en Estados Unidos.
También cuenta con Aeropistas que hacen vuelos dentro del Estado y la sierra.

## Educación
En todo el estado existen instituciones públicas y privadas: de preescolar, primaria, secundaria, telesecundaria, bachillerato, telepreparatoria, técnico, media superior, superior. Dentro de las instituciones de educación superior se encuentran:[cita requerida]
- Universidad Autónoma de Nayarit
- Universidad Vizcaya de las Américas
- Universidad Nueva Galicia
- Universidad del Valle de Matatipac
- Instituto de Estudios Tecnológicos y Superiores Matatipac A. C.
- Instituto Estatal de Educación Normal de Nayarit
- Instituto Tecnológico de Tepic
- Instituto Tecnológico del Norte de Nayarit en Ruiz
- Instituto Tecnológico del Sur de Nayarit en Jala
- Instituto las Américas de Nayarit
- Universidad Tecnológica de Nayarit
- Universidad Tecnológica de la Costa
- Instituto Tecnológico de Bahía de Banderas
- Universidad De Especialidades Campus Tepic.*
- Universidad Autónoma de Guadalajara Campus Tepic
- Universidad Pedagocia Nacional
- Universidad Univer plantel Tepic
- Universidad de Ciencias del Mar (San Blas, Campus)
- Universidad de Ciencias Bioquímicas
- Universidad de Ciencias del Mar (Santa María del Oro, Matriz)
- Instituto Tecnológico y de Estudios Superiores de Nayarit
- Universidad de California
- Universidad Marista de Nayarit
- Escuela Normal Superior de Nayarit
- Escuela Normal Experimental de Acaponeta Nay.
- Instituto Superior de Informática y Computación
- Centro Universitario ISIC
- Instituto de Gastronomía ISIMA
- Universidad del Valle de Atemajac campus Tepic

## Bienestar social
En materia de salud, Nayarit cuenta con diversos centros de salud operados por la Secretaría de Salud del estado de Nayarit, IMSS, ISSSTE, Cruz Roja Mexicana y el DIF.
Dentro de la infraestructura de salud se encuentran:
- La Ciudad de la Salud
- Hospital Civil "Dr. Antonio González Guevara"
- Hospital Regional de Ixtlán del Río
- Hospital General de Santiago Ixcuintla
- Hospital General de Rosamorada
- Hospital General de San Francisco
- Hospital General de Jesús María
- Centro Estatal de Cancerología.
- Centro de salud mental
- Centro Ambulatorio de Prevención y Atención del sida e Infecciones de Transmisión Sexual.
- Centro Médico Puerta de Hierro
- ISSSTE.
- Hospital General de Zona del IMSS "Dr. Luis Ernesto Miramontes Cárdenas".
- Centro Quirúrgico "San Rafael".

## Gobierno
La Constitución Política de Nayarit establece la forma de gobierno republicana, representativa y popular; dividiendo el poder público en tres: Ejecutivo, Legislativo y Judicial. Establece también que no podrán reunirse dos o más poderes en una sola persona ni el poder legislativo depositarse en un solo individuo.
El Poder Ejecutivo se deposita, por voto popular directo, en un ciudadano que se denomina Gobernador Constitucional del Estado Libre y Soberano de Nayarit.
Según la Ley Orgánica del Estado de Nayarit las Dependencias Estatales son las siguientes:
- Secretaría General de Gobierno (SGG)
- Secretaría de Finanzas (SF)
- Secretaría de Planeación, Programación y Presupuesto (SPPP)
- Secretaría de la Contraloría General (SGG)
- Secretaría de Cultura (SECAN)
- Secretaría de Desarrollo Económico (SEDECO)
- Secretaría de Educación Básica (SEB)
- Secretaría de Educación Media Superior, Superior e Investigación Científica y Tecnológica (SEMSSICYT)
- Secretaría de Desarrollo Rural (SEDER)
- Secretaría de Obras Públicas (SOP)
- Fiscalía General del Estado (FGE)
- Secretaría de Turismo (SEDETUR)
- Secretaría del Medio Ambiente (SEMANAY)

En cuanto a Entidades Paraestatales se cuenta con:
- Patronato de la Beneficencia Pública del Estado de Nayarit (PBPNayarit)
- Colegio Nacional de Educación de Educación Profesional- Técnica del Estado de Nayarit (CONALEP Nayarit)
- Consejo para la Ciencia y la Tecnología del Estado de Nayarit (COCYTEN)
- Comisión Estatal del Agua (CEA)
- Consejo Estatal de Seguridad Pública del Estado de Nayarit (CESPNAY)
- Colegio de Educación Científica y Tecnológica del Estado de Nayarit (CECYTEN)
- Sistema Estatal para el Desarrollo Integral de la Familia (DIF Nayarit)
- Instituto para la Capacitación y el Trabajo del Estado de Nayarit (ICATEN)
- Instituto Nayarita para el Deporte y la Juventud (INDEJ)
- Instituto Nayarita para la Juventud (INJUVE)
- Instituto para la Mujer Nayarita (INMUNAY)
- Instituto Promotor de la Vivienda del Estado de Nayarit (IPROVINAY)
- Instituto Nayarita para la Educación de los Adultos (INEA)
- Servicios de Salud de Nayarit (SSN)
- Servicio Nacional de Empleo Nayarit (SNEN)
- Servicios de Educación Pública del Estado de Nayarit (SEPEN)
- Universidad Tecnológica de Nayarit (UTN)

El poder legislativo está formado por el Congreso del Estado de Nayarit, integrado por 18 diputados locales, electos por mayoría relativa, y 12 por representación proporcional, por un periodo de 3 años.
El poder judicial se deposita en un Tribunal Superior de Justicia, Consejo de la Judicatura y en 42 Juzgados de Primera Instancia.

### Administración
La base de la división territorial, de la administración pública y de la organización política estatales es el Municipio Libre, administrado por un Ayuntamiento de elección popular, cuyo primer regidor es el alcalde o Presidente Municipal; radicando este en la Cabecera Municipal, localidad que también alberga a los síndicos y regidores del cabildo municipal, un secretario, un tesorero y varios servidores públicos más; con una duración en el cargo de 3 años.
Según la Constitución Política de Nayarit, el estado se integra por 20 municipios libres y soberanos con su Presidente y cabildos correspondientes.

## Cultura

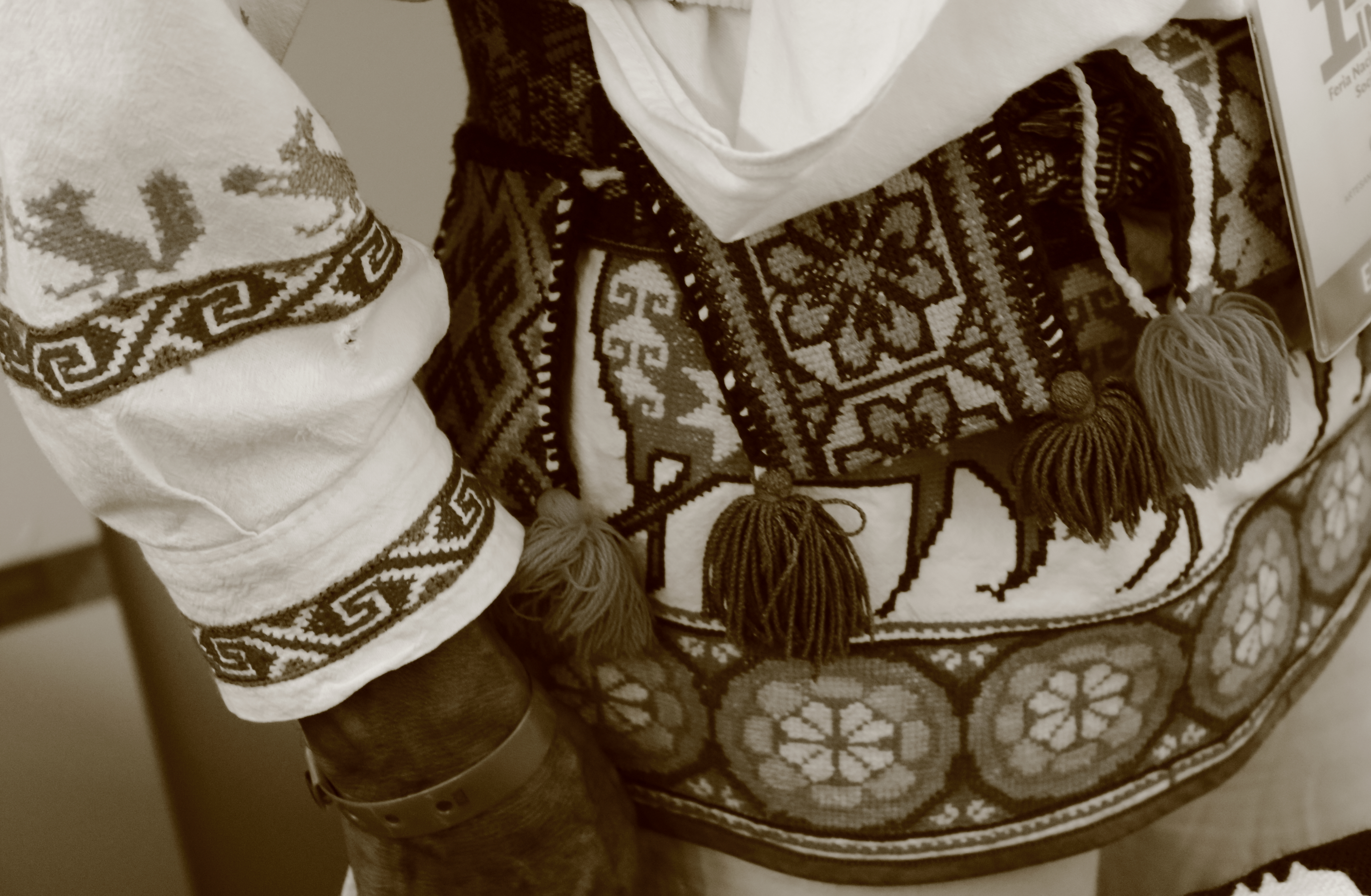
Vestimenta tradicional de Nayarit, México

### Música
Las mayores aportaciones musicales del estado, son provenientes de los grupos indígenas que habitan la región, como lo son los huicholes, coras y tepehuanes.
En la música huichola se emplean varios instrumentos autóctonos: el raberi, un instrumento de cuatro cuerdas similar al violín; el kanari, un tipo de guitarra; idiófonos de sacudimiento,como son los sartales de semillas que amarran en la parte inferior de morrales y las maracas de jícara; además de otros artefactos como cinturones de pezuña de venado y sartales de semillas o espinas.
Los coras emplean un instrumento musical llamado arco cara o tounamaci, que consiste en una calabaza hueca colocada boca bajo en cuya cúspide se sostiene la curva de un arco que el ejecutante fija con el pie. Un género musical de función ceremonial es el minuete cora, tocado con violines y guitarra, pero también existen los sones de tarima, interpretados con violín y guitarra.

### Artes plásticas
Las artesanías de los grupos étnicos huicholes y coras han cobrado fama a nivel mundial debido a su elaboración, entre ellos podemos destacar las artesanías hechas con chaquiras y los bordados, los cuales son famosos por sus llamativos colores y patrones geométricos. Estas artesanías tienen una fuerte influencia religiosa, y son inspirados en animales, plantas, y otros elementos del entorno de Nayarit.
| Predecesor: Aguascalientes | Capital Americana de la Cultura 2024 | Sucesor: - |